# 전원 기호

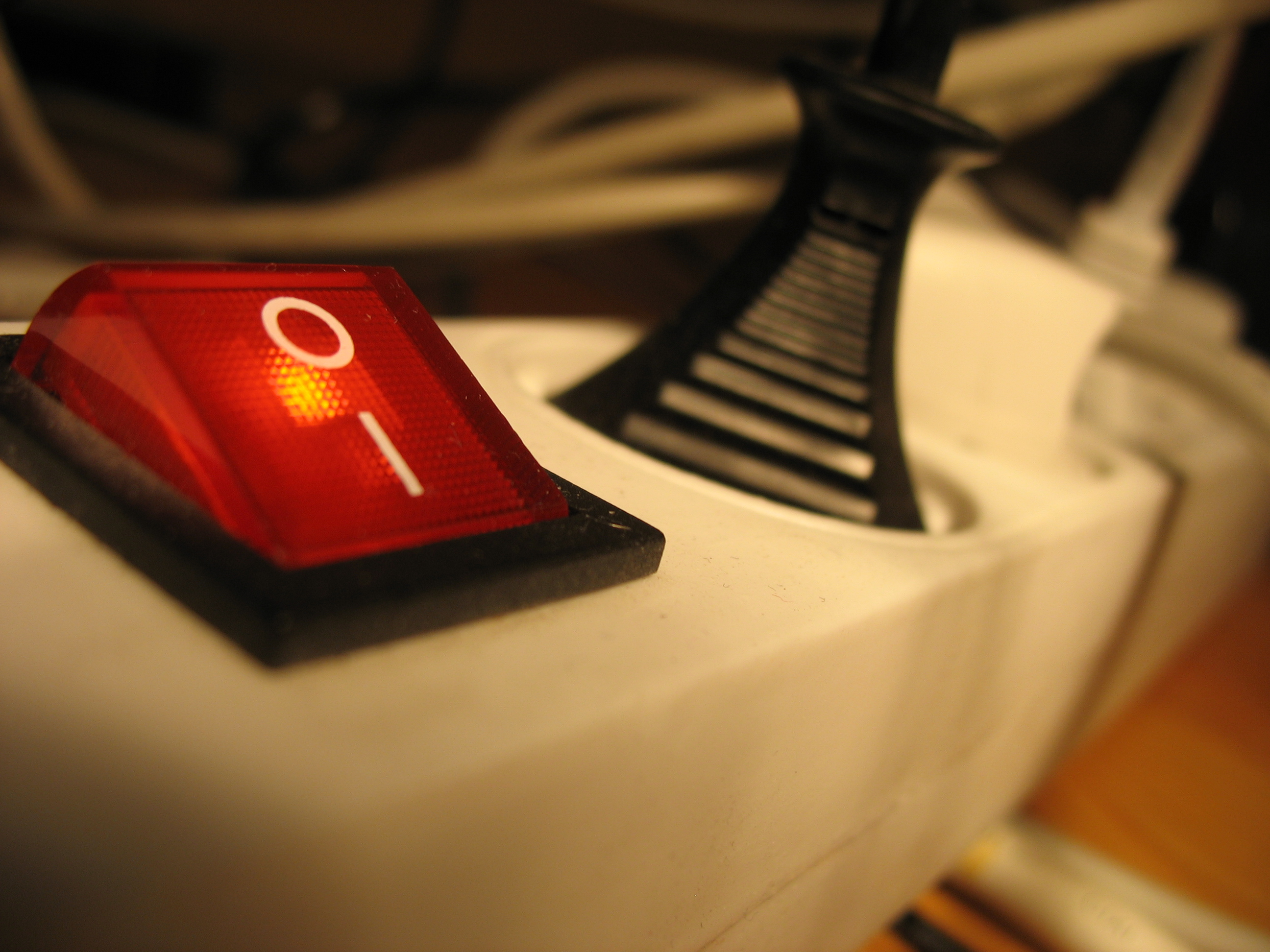
전원 켜짐(IEC 60417-5007) 및 전원 꺼짐(IEC 60417-5008) 기호는 로커 스위치의 위치를 나타내는 데 사용된다

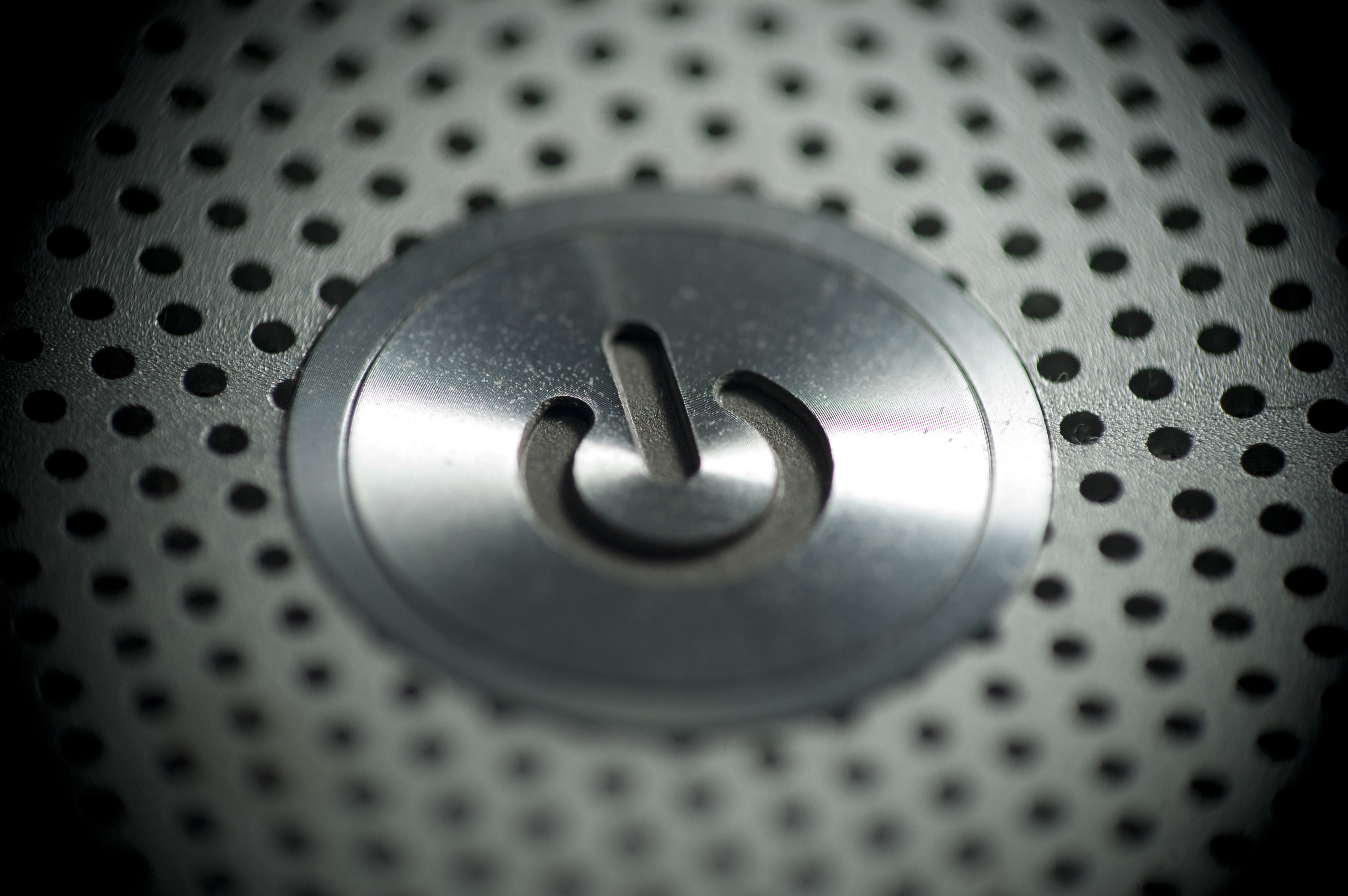
대기 기호(IEC 60417-5009)로 표시된 전원 버튼은 전원 공급 장치를 완전히 분리하지 않고도 장치를 켜거나 끈다

전원 기호 또는 파워 심볼(Power symbol)은 특정 장치를 활성화 또는 비활성화하는 제어 장치를 나타내는 상징이다. 이러한 제어 장치는 로커 스위치, 토글 스위치, 버튼, 디스플레이 화면의 가상 스위치 또는 기타 사용자 인터페이스일 수 있다. 국제적으로 표준화된 기호는 언어와 무관하게 기능을 전달하기 위한 것이다.

## 설명
잘 알려진 온/오프 전원 기호는 사용자 인터페이스 디자인의 진화 결과물이다. 원래 대부분의 초기 전원 제어 장치는 켜짐(On)과 꺼짐(Off)이라는 단어로 구분된 두 상태 사이를 전환하는 스위치로 구성되었다. 기술이 보편화됨에 따라 이러한 영어 단어는 언어 장벽을 우회하기 위해 "켜짐"을 나타내는 선 "|"과 "꺼짐"을 나타내는 원 "◯"(일반적으로 세리프 없음) 기호로 대체되었다. 이 표준은 "I/O" 형식으로 때때로 토글 전원 스위치에 여전히 사용된다.
대기 버튼 기호는 "|"와 "◯" 기호를 겹쳐서 만들었지만, 일반적으로 숫자 "0"과 "1"(이진 코드)로 해석된다. 그러나 국제전기기술위원회(IEC)는 이 기호들을 선과 원의 그래픽 표현으로 간주한다.

## 대기 기호의 모호성
대기 기호가 주어진 장치에서 정확히 무엇을 의미하는지는 제어 장치를 시도하기 전까지는 불분명할 수 있으므로, 저전력 상태를 나타내기 위해 별도의 절전 기호인 초승달을 대신 사용하는 것이 제안되었다. 지지자로는 캘리포니아 에너지 위원회와 전기전자공학자협회가 있다. 이 제안에 따르면, 이전의 대기 기호는 다른 전원 기호와의 차이가 안전 문제를 야기하지 않는 경우 일반적인 "전원" 표시로 재정의될 것이다. 이 대안적 상징은 2004년 12월 8일 IEEE 표준 1621로 발행되었다.

## 표준
범용 전원 기호는 국제전기기술위원회(IEC) 60417 표준 "기기 사용을 위한 그래픽 기호"에 설명되어 있으며, 1973년 문서(IEC 417)에 처음 등장했고 비공식적으로는 그 이전에 사용되었다.
| ⏽ | IEC 60417-5007, 전원 켜짐 기호(선)는 버튼이나 토글 스위치의 한쪽 끝에 나타나며, 제어 장치가 장비를 완전히 전원이 공급되는 상태로 전환함을 나타낸다. (1 또는 \|은 켜짐을 의미한다.) |
| ⭘ | IEC 60417-5008, 전원 꺼짐 기호(원)는 버튼이나 토글에 있으며, 제어 장치를 사용하면 장치에 대한 전원 공급이 끊어짐을 나타낸다. (0 또는 ◯은 꺼짐을 의미한다.) |
| ⏻ | IEC 60417-5009, 대기 기호(끊어진 원 안에 부분적으로 있는 선)는 절전 모드 또는 저전력 상태를 나타낸다. 스위치는 장치를 전원 공급 장치에서 완전히 분리하지 않는다. 이 기호는 전원 켜짐 기호의 반대편에 있는 토글 스위치, 장치를 대기 상태로 전환하는 푸시 버튼, 또는 켜짐과 대기 상태를 전환하는 버튼에 단독으로 나타날 수 있다. 또는 IEEE 1621에 따르면 이 기호는 단순히 "전원"을 의미한다. |
| ⏼ | IEC 60417-5010, 전원 켜짐-꺼짐 기호(원 안의 선)는 장치를 켜짐 상태와 완전 꺼짐 상태 사이에서 전환하는 버튼에 사용된다. |
| ⏾ | 초승달은 절전 모드를 나타내며, IEEE 1621에 의해 대기 기호의 대체품으로 추가되었다. |

## 유니코드
전원 기호의 광범위한 사용으로 인해 테렌스 에덴(Terence Eden)은 이 문자들을 유니코드에 추가하기 위한 캠페인을 시작했다. 2015년 2월, 이 제안은 유니코드에 의해 승인되었고 이 문자들은 유니코드 9.0에 포함되었다. 이 문자들은 "Miscellaneous Technical" 블록에 있으며, 코드 포인트는 23FB-FE이고, 예외적으로 U+2B58 ⭘ 는 "Miscellaneous Symbols and Arrows" 블록에 속한다.
- U+23FB ⏻ power symbol (HTML: &#9211; IEC 60417-5009 대기 기호, IEEE 1621 전원 기호)
- U+23FC ⏼ power on-off symbol (HTML: &#9212; IEC 60417-5010)
- U+23FD ⏽ power on symbol (HTML: &#9213; IEC 60417-5007)
- U+2B58 ⭘ heavy circle (HTML: &#11096; IEC 60417-5008 전원 꺼짐 기호에 사용됨)
- U+23FE ⏾ power sleep symbol (HTML: &#9214;)

## 대중 문화에서

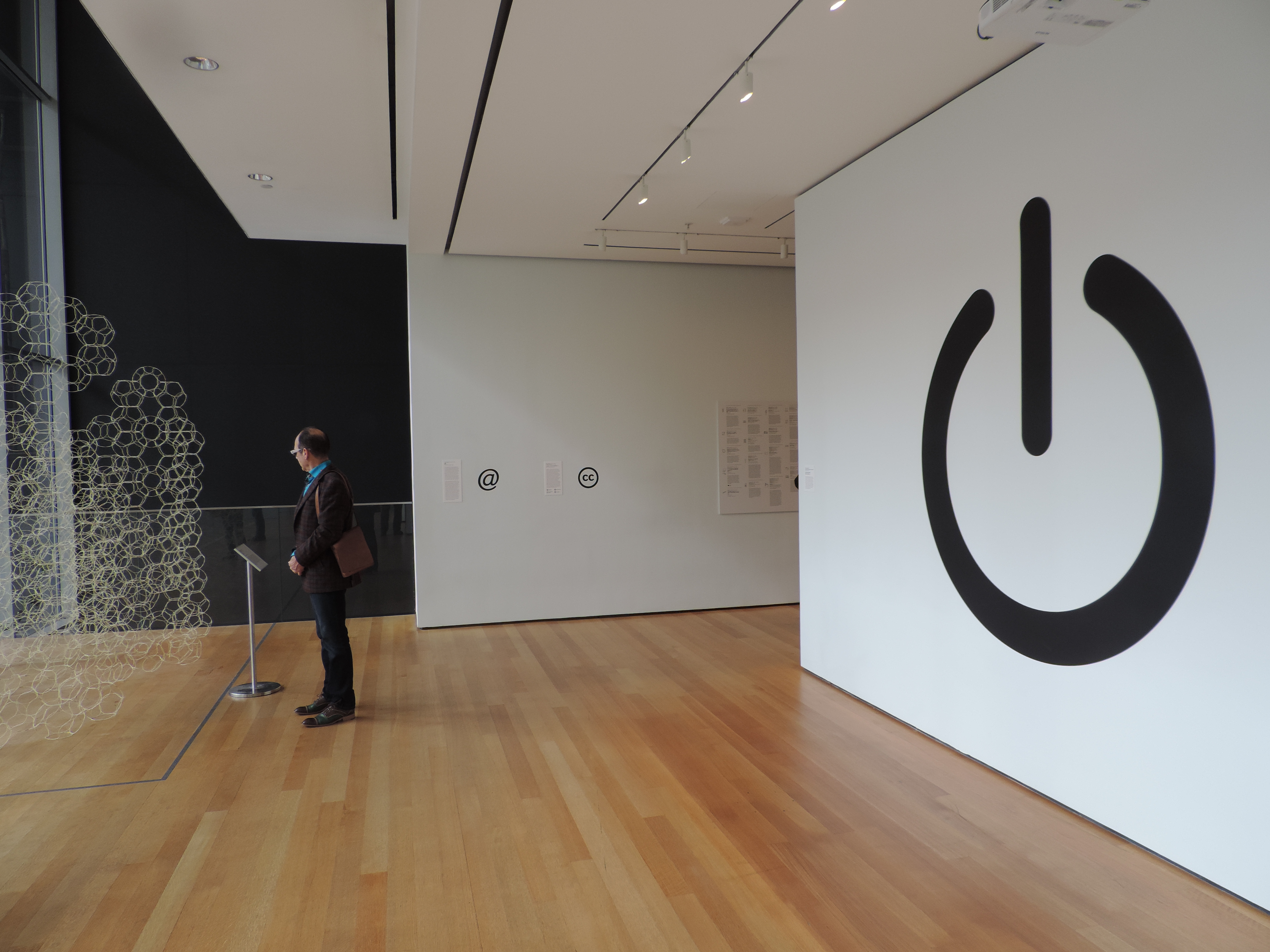
뉴욕 현대미술관 전시품으로서의 전원 기호

주로 개인용 컴퓨터에서 볼 수 있는 대기 기호는 기술 애호가들 사이에서 인기 있는 아이콘이다. 종종 티셔츠나 커프스 링크와 같은 패션 아이템에 새겨져 있다. 또한 게이트웨이 (기업)(2002년경), 스테이플스 이지텍, 엑셀론, 토글 등 기업 로고에도 사용되었으며, 음반 표지 아트(가비지의 "Push It")로, 심지어 개인 문신으로도 사용되었다. 2010년 3월, 뉴욕 보건 당국은 콘돔 포장에 이 기호를 사용할 것이라고 발표했다. 2012년 텔레비전 시리즈 레볼루션 (드라마)은 "전원이 나간" 디스토피아적 미래를 배경으로 하는데, 시작 내레이션에서 제목의 두 번째 글자 'o'를 대기 기호로 양식화했다. 전원 기호는 MoMA 전시회 일부였다. 애니메이션 디멘션 W에서 교마 마부치(Kyouma Mabuchi)는 등 부분에 전원 기호가 있는 핫피를 입고 있다. 텔레비전 시리즈 센스8에서 해크티비스트 캐릭터 노미(Nomi)는 귀 뒤에 전원 기호 문신을 하고 있다.
기호가 시계 방향으로 90도 회전하여 대문자 G처럼 보이면 채널 5 프로그램인 The Gadget Show의 로고 일부가 된다.
2019년 10월 15일, 폭스바겐 그룹 영국 법인(Volkswagen Group United Kingdom Limited)의 786명의 직원이 밀브룩 프루빙 그라운드(Millbrook Proving Ground)에서 세계 최대 규모의 인간 전원 기호를 만들었다.

## 같이 보기
- 국제 공통 표준 목록
- 리셋 버튼